# Simmental (raza bovina)
Simmental, Simmenthal o Fleckvieh (ganado berrendo o ganado manchado de dos colores) es una raza de ganado vacuno suiza, de las llamadas "doble propósito", donde tanto la producción de leche como de carne juegan papeles de igual importancia, manteniendo muy buena aptitud biológica.

## Historia de la raza

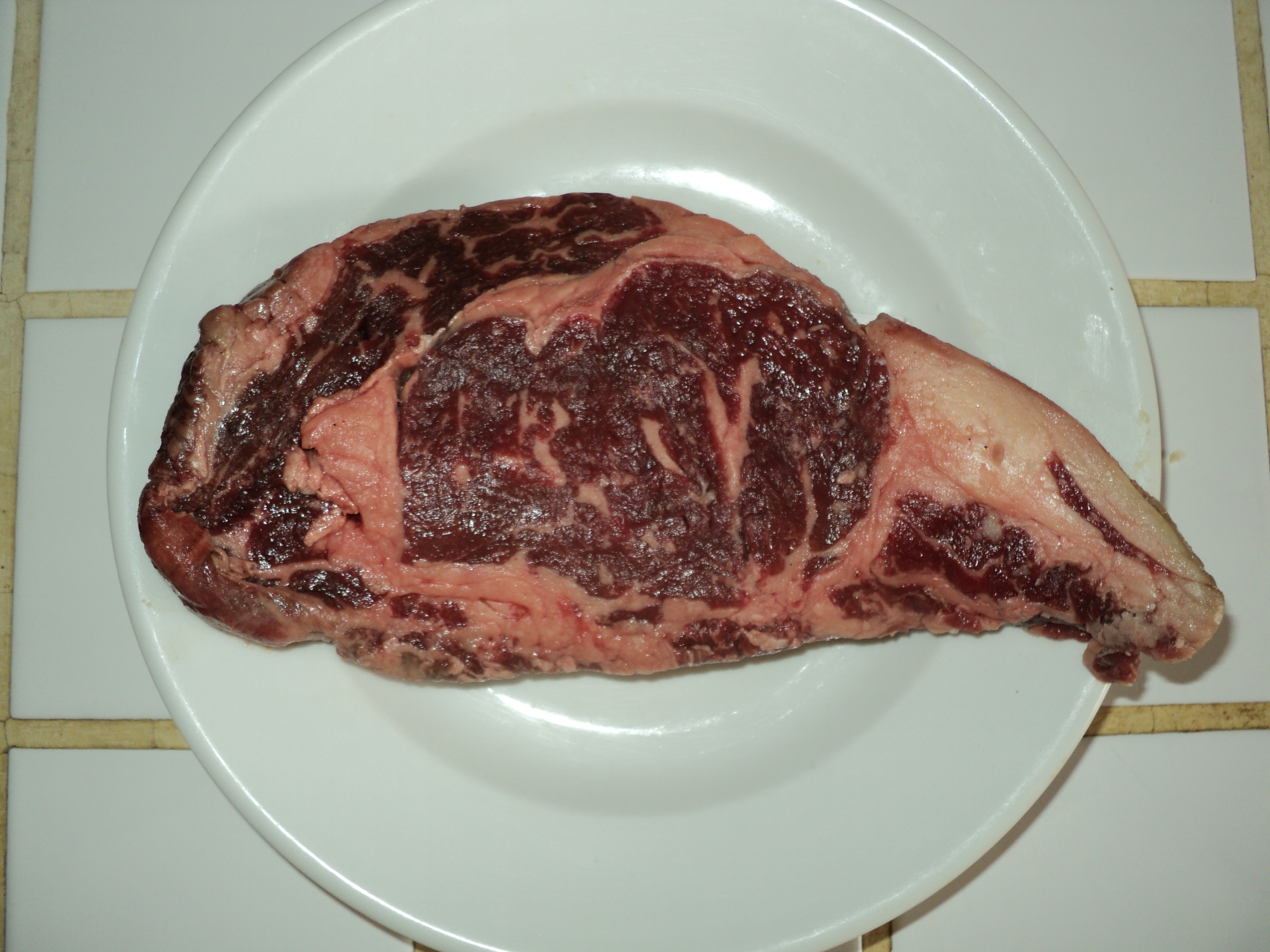
Un entrecot de Simmental

La raza Simmental tiene sus orígenes en la Edad Media en las montañas de Berna en Suiza, en la zona llamada precisamente Simmental (valle del río Simmen), que era conocida por su ganado manchado de buen desarrollo. Era incluso conocido por ser triple propósito: leche, carne y tiro. Hoy en día el ganado Fleckvieh (que significa ganado de manchas) es  tal vez la mejor raza de doble propósito, produciendo leche y carne con igual énfasis. Sin embargo su principal ventaja es ser la más fértil entre las razas.
La denominación en Suiza es diferente a la que se usa en Alemania y Austria. En Suiza se llaman animales Simmentaler a los que poseen menos del 12,5% de Red Holstein en su sangre, mientras que el Swiss Fleckvieh se llamaba hasta el 1 de julio de 2008 a animales que tenían entre 12,5 y 75% de Red Holstein en su sangre.Desde esa fecha la sangre Red Holstein fue aumentada hasta el 87%. 
En efecto, el ganado Fleckvieh en Alemania y en Austria lleva también una cierta parte de Red Holstein en su sangre, pero para que se denomine puro Fleckvieh no puede pasar de 12,5%.

## Distribución
Podemos encontrar esta raza en países como Suiza, Alemania, Austria, Australia, Estados Unidos, Canadá, Eslovaquia, República Checa, Argentina, Colombia y México.
Fuente: Raza simmental Archivado el 7 de junio de 2020 en Wayback Machine.